# 弗雷曼维尔
弗雷曼维尔（法語：Frémainville，法語發音：[fʁemɛ̃vil] ⓘ）是法国法兰西岛大区瓦兹河谷省的一个市镇，属于蓬图瓦兹区。

## 地理
弗雷曼维尔（49°3'56"N, 1°52'0"E）面积5.61 平方千米，位于法国法蘭西島大區瓦兹河谷省，该省份为法国北部内陆省份，北起瓦兹省，西接厄尔省，南至塞纳-圣但尼省、上塞纳省和伊夫林省，东临塞纳-马恩省。
与弗雷曼维尔接壤的市镇（或旧市镇、城区）包括：阿韦尔讷、让布维尔、韦克桑地区兰维尔、瑟兰库尔、泰梅里库尔。

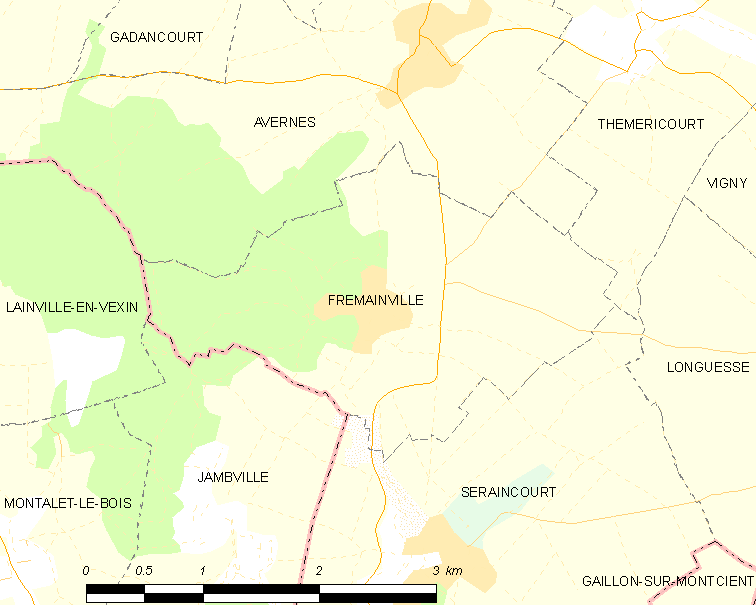
弗雷曼维尔的OSM定位图

弗雷曼维尔的时区为UTC+01:00、UTC+02:00（夏令时）。

## 行政
弗雷曼维尔的邮政编码为95450，INSEE市镇编码为95253。

## 政治
弗雷曼维尔所属的省级选区为沃雷阿勒县。

## 人口

1962-2008年间弗雷曼维尔人口变化图示

弗雷曼维尔于2022年1月1日时的人口数量为502人。